# The Mimic
The Mimic (장산범?, JangsanbeomLR) è un film del 2017 scritto e diretto da Huh Jung.

## Trama
Yum Jung-ah è una donna che ha perso il proprio bambino, e che misteriosamente trova una ragazzina sperduta nel bosco vicino alla propria abitazione.